# 泰德·邦迪
西奥多·罗伯特·“泰德”·邦迪（Theodore Robert "Ted" Bundy，1946年11月24日—1989年1月24日），原名西奥多·罗伯特·考维尔，是一个活跃于1973年至1978年的美国连环杀手。

## 生平

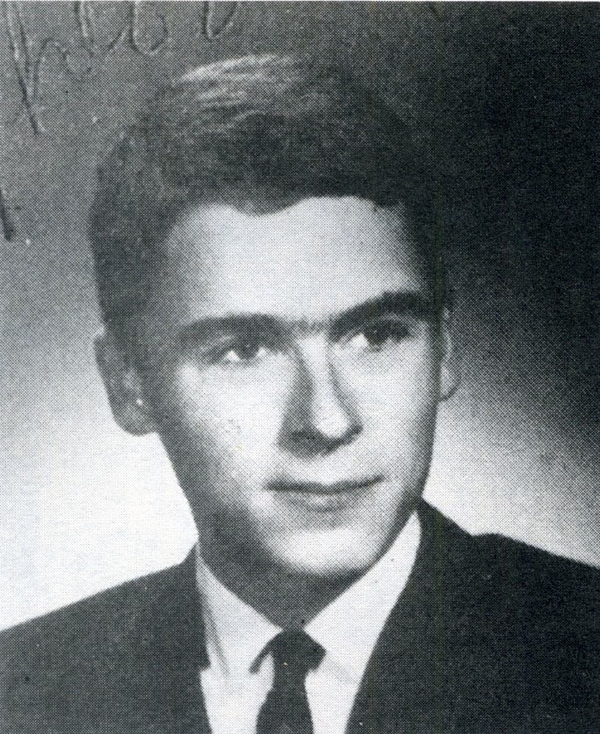
高中畢業紀念冊中的邦迪

泰德·邦迪（Ted Bundy），1946年11月24日出生於佛蒙特州的伯靈頓，本名西奧多·羅伯特·考維爾（Theodore Robert Cowell），母親為愛莉諾·露易絲·考維爾（Eleanor Louise Cowell，1924-2012）。邦迪的生父不詳，儘管露易絲聲稱邦迪的父親是一位名為傑克·沃辛頓（Jack Worthington）的富有退伍老兵，但始終無法得到證實。在邦迪四歲以前，他與母親寄住在費城郊區的外祖父母家，當時社會風氣保守，為了避免流言蜚語，邦迪的外祖父對外宣稱邦迪是他的兒子，所有的家族成員都被告誡要保持對外說法一致。對於如何發現自己真實出身的，邦迪有各種說法，他曾對自己的某一任女友說是一個表親拿了出生證明給他看，他又告訴記者斯蒂芬·米肖（Stephen Michaud）和休·艾恩斯沃思（Hugh Aynesworth），他是自己找到出生證明的。邦迪始終對露易絲抱持著極大的恨意，他認為母親從未為他著想。根據邦迪與其他家族成員的說法，邦迪的外祖父山繆·考維爾（Samuel Cowell）是個相當暴力且偏執的人，他有嚴重的種族歧視，並會動手毆打家人與家中養的狗。
1950年，露易絲將姓氏改為尼爾森（Nelson），帶著邦迪搬離了費城，與表弟艾倫（Alan）和簡·史考特（Jane Scott）一起住在華盛頓州的塔科馬 。1951年初，露易絲在一場由衛理公會主辦的單身聚會上遇見了強尼·庫爾珀珀·邦迪（Johnny Culpepper Bundy，1921–2007），兩人在同年下半年結婚，強尼並正式將泰德收為養子。強尼與露易絲共育有四個孩子，儘管強尼一直試圖讓養子融入新家庭，但始終不太成功。對於在塔科馬的高中時期，邦迪對不同人作了完全不一樣的描述；他對斯蒂芬與休講述了他如何在社區中遊蕩，翻找垃圾桶以尋找色情圖片，並在深夜飲酒後四處尋找可以偷窺的窗戶；在傳記作家波莉·尼爾森（Polly Nelson）的採訪中，他描述了他如何深入地研究偵探雜誌與犯罪小說，尤其是牽涉到性犯罪與暴力的故事，但是在寫給前同事安·魯格（Ann Rule）的一封信中他又宣稱他從來沒有看過這類雜誌。邦迪還宣稱他在青春期的時候十分孤僻，他無法理解人際關係與社交互動的必要性；但邦迪在伍德羅·威爾遜高中的同學表示他在校時相當開朗與友善。高中時期，邦迪因為涉嫌竊盜至少被捕過兩次，但是按照華盛頓州的法例，案件紀錄在他滿18歲之後就被刪除了。
1965年從高中畢業後，邦迪先在普吉特灣大學就讀了一年，然後於1966年轉學到華盛頓大學，主修中文。1967年，邦迪與女同學黛安·愛德華茲（Diane Edwards）陷入愛河，她在多本邦迪的傳記中化名為「斯蒂芬妮·布魯克斯」。
1968年初，邦迪輟學，做了幾份低薪工作，並曾在共和黨參議員洛克斐勒的總統競選活動西雅圖辦公室擔任義工。被稱為美國平權之父的亚瑟·弗莱彻在該年競選華盛頓州副州長期間，邦迪還做過他的司機。同年8月，邦迪以洛克斐勒代表的身分參加了在邁阿密舉行的1968年共和黨全國代表大會。 代表大會後不久，斯蒂芬妮對邦迪提出分手，因為她對邦迪「不成熟與缺乏野心感到沮喪」，分手後她便返回了加州的老家。審判時參與此案的精神科醫生多蘿西·劉易斯（Dorothy Lewis）將此事鑑定為「邦迪人格變化的關鍵時期」。被斯蒂芬妮拒絕而情緒大受影響的邦迪前往科羅拉多州散心，後又更往東，去拜訪了阿肯色州和費城的親戚，並短暫在天普大學寄讀了一個學期。
邦迪在1969年秋季左右返回華盛頓州，這時他遇見了伊麗莎白·克洛普弗（在相關傳記中被稱為梅格·安德斯，貝絲·阿徹或莉茲·肯德爾），直到邦迪在1976年首次被捕為止，雙方一直保持著類似情人的關係。隔年，邦迪再度進入華盛頓大學，主修心理學。這次邦迪成了成績優異的資優生，獲得教授們的普遍讚賞。1971年，邦迪進入西雅圖的自殺防治中心工作，他在那裏認識了前西雅圖警察安·魯格並一起共事。安後來撰寫了一部關於邦迪早期生活的權威傳記《我身邊的陌生人》（The Stranger Beside Me），根據書中描述，這個時期的邦迪並未表現出明顯的異常，安形容他「善良、懇切和善解人意」。
1972年自華盛頓大學畢業後，邦迪參與了華盛頓州共和黨主席丹尼爾·埃文斯的州長競選活動，負責記錄埃文斯的主要對手，前州長阿爾伯特·羅塞利尼（Albert Rosellini）的每一場演講以供埃文斯幕僚團隊分析。埃文斯成功連任後，邦迪被聘為華盛頓州共和黨主席羅斯·戴維斯的助手。戴維斯十分看重邦迪，並稱讚他「聰明、進取而且虔誠」。1973年初，儘管考試表現平平，邦迪還是憑藉著埃文斯、戴維斯和幾位華盛頓大學心理學教授的推薦信被普吉特灣大學和猶他大學法學院錄取，最後他選擇了猶他大學。1973年夏天，邦迪在前往加州參與共和黨事務時與斯蒂芬妮重燃愛火，斯蒂芬妮驚奇的發現邦迪成了一位「認真、敬業的專業人員」。但與此同時，邦迪仍繼續跟伊麗莎白約會，兩個女人都不知道對方的存在。同年秋季，邦迪更進一步，他說服斯蒂芬妮飛到西雅圖與他小住一段時間，兩人討論在聖誕節之後完婚，邦迪甚至以未婚妻的身分將她介紹給戴維斯。
1974年1月，邦迪突然單方面中斷了和斯蒂芬妮的一切連繫，電話不接，郵件不回。直到一個月後，斯蒂芬妮終於輾轉用電話聯繫上了邦迪並要求他提出解釋時，他只淡淡地回答了一句「斯蒂芬妮，我不知道妳是什麼意思」便掛斷了電話。此後直到邦迪被捕，斯蒂芬妮再也沒聽過他的消息。根據邦迪的自白，他只是「要證明我有娶她的能力」，斯蒂芬妮則認為邦迪是故意以求婚後再殘忍拒絕為前題策畫復合，以報復她在1968年的分手要求。
1975年8月或9月，邦迪受洗成為耶穌基督後期聖徒教會（LDS）成員，儘管他幾乎不參加禮拜，也沒有遵守教會的大多數戒律。1976年綁架罪名成立後，LDS將他逐出教會。在被捕後與受審期間被問及宗教信仰時，他回答了他童年時代的宗教衛理公會。

## 犯案過程

### 前期

#### 奧勒岡州、華盛頓州
邦迪於何時或何地開始他的連環殺人至今仍沒有定論，他對不同的人講述了不同的故事，語帶保留並拒絕透露最早發生的時間地點。根據刑警羅伯特·開普（Robert David Keppel）的調查，邦迪有紀錄的最早謀殺案可能發生在1972年的西雅圖，或是1973年的華盛頓州塔姆沃特。有間接證據表明，邦迪可能自年少時代就開始殺人，華盛頓州塔科馬市的八歲女孩安·瑪麗·伯爾（Ann Marie Burr）失蹤案可能與他有關。官方有紀錄的邦迪首次謀殺發生在1974年，當時他27歲，根據自白，當時他已經掌握了法醫學相關的技能，知道如何避免在犯罪現場留下跡證。
自1974年1月4日開始到同年6月中旬左右，邦迪以潛入宿舍或假意搭訕，再以金屬球棒偷襲的方式，陸續綁架殺害了至少6名女性大學生，已知的有18歲的華盛頓大學學生琳達·安·希利、19歲的長青州立大學學生唐娜·蓋爾·曼森、華盛頓大學學生蘇珊·伊萊恩·蘭科、布倫達·卡羅爾·鮑爾以及喬根·哈金斯，另有一位受害者、華盛頓大學舞蹈系學生卡倫·斯帕克斯重傷倖存，但是因為被邦迪以金屬球棒痛毆與性侵，留下了永久性的身心創傷。當時邦迪在華盛頓州的首府奧林匹亞擔任西雅圖犯罪防治委員會（Seattle Crime Prevention Advisory Commission）的助理主任，在此工作期還編寫了關於婦女防範強暴的手冊。邦迪之後被調至州政府緊急事務部門（DES）任職，該部門參與了尋找失踪婦女的工作。在DES工作期間，他與卡洛兒·安·布恩（Carole Ann Boone）開始交往。卡洛兒離過婚，有兩個孩子，她在邦迪人生的最後階段佔有重要的地位。
事件的突破點發生在1974年的7月14日，華盛頓州瑟馬米什湖州立公園，兩位年輕女性在光天化日之下失蹤。根據六位目擊者的事後描述，一位富有魅力的年輕男性向她們搭話，請求協助幫他卸下帆船，有四位拒絕了，兩位跟著他走到車邊，發現沒有帆船後又立即逃走。他的座車是一輛棕色或青銅色的福斯金龜車。至少三位目擊者看到該名男子接近23歲的少年法院工作人員珍妮絲·安妮·奧特，並確信珍妮絲跟他離開海灘。四小時後，19歲的女大學生丹妮絲·瑪麗·納斯隆德離開野餐地點去洗手間，再也沒有回來。根據邦迪的自白，他綁架丹妮絲的時候，珍妮絲還活著，他強迫珍妮絲觀看了他謀殺丹尼絲的的過程，但是在臨死前，他又推翻了這個說法。
最終，華盛頓州警根據描述繪製了犯罪嫌疑人與他座車的素描，製作成傳單張貼，並由報紙與地方電視台公開刊發。邦迪的同事，DES雇員安·魯格、伊麗莎白·克洛普弗與華盛頓大學心理學教授都認出了素描，向警方檢舉犯罪嫌疑人可能是邦迪。但是每天收到多達200條以上檢舉的警探們不認為一個沒有犯罪紀錄且熟諳法律的專業學生會是如此兇殘的連環殺手，因此沒有追查下去。
1974年9月6日，兩名獵人偶然在瑟馬米什湖州立公園以東三公里的伊瑟闊一處產業道路旁，發現了丹妮絲與珍妮絲的遺骸，現場發現的幾塊多餘股骨與椎骨後來被邦迪確認為另一位失蹤者喬根·哈金斯的遺骨。六個月後，來自綠河社區學院的林業學生在伊瑟闊東部的泰勒山上發現了琳達、蘇珊與布倫達的顱骨，邦迪經常去該地遠足。唐娜的遺體則從未被尋回。

#### 愛達荷州、猶他州、科羅拉多州
1974年8月，獲得了猶他大學法學院的錄取的邦迪搬到了鹽湖城，結束了他在華盛頓的謀殺紀錄，但是他仍與西雅圖的朋友保持聯絡，同時他也仍與包含伊麗莎白·克洛普弗、卡洛兒·安·布恩在內的多名女性保持交往關係。同年9月，邦迪開始了新的謀殺案，包含兩起直到他死前才供認的懸案。
到1974年年底，邦迪至少謀殺了6位女性，被害者的年齡層顯著下降，包含4位17歲的女高中生，其中甚至包括鹽湖城郊區米德瓦爾警察局局長的17歲女兒梅利莎·史密斯。但是他也出現了一次失手，一位名為卡羅爾·達羅奇的接線員雖然被邦迪誘騙上車，但是在發現情況不對時立即展開反抗，後成功打開車門跳車逃跑。同年11月，伊麗莎白在讀到了報紙上關於鹽湖城周圍的年輕女性失蹤案後，再次向警方檢舉了邦迪，此時邦迪的嫌疑已經大為提高，但是瑟馬米什湖州立公園的目擊者未能成功在照片簿中指認他，也未能有足夠的法醫學證據將邦迪與案件聯繫起來。
1975年，邦迪將大部分的犯罪活動往東轉移到科羅拉多州。同年1月12日，23歲的註冊護士卡琳·艾琳·坎貝爾在鹽湖城東南方的斯諾馬斯村度假時在投宿的懷爾德伍德旅館（Wildwood Inn）內失蹤，一個月後，卡琳的遺體在村外一條土路邊被發現，遺體全身赤裸，身體有多數利刃割傷，致命傷是頭部的鈍器重擊傷害。卡琳·坎貝爾案是重要的轉折，因為她的頭髮在邦迪的車上被發現，成為邦迪第一個有確切證據可以被起訴的案件。從1月12日到5月初這段時間，包含卡琳案在內，邦迪陸續在科羅拉多州與愛達荷州犯下4起謀殺案，死者為26歲的滑雪教練朱莉·坎寧安、25歲的丹妮絲·林恩·奧利弗森以及12歲的琳內特·唐·卡弗。
1975年5月中旬，包含卡洛兒在內的三位DES同事前往鹽湖城探望邦迪，並在他的公寓小住了一周，邦迪隨後在6月初返回西雅圖，同樣住了一周。同年6月28日，楊百翰大學學生蘇珊·柯蒂斯在鹽湖城以南45公里的普若佛失蹤。蘇珊·柯蒂斯案是邦迪供認的最後一起謀殺案，他在處決前錄製了自白。除了梅利莎·史密斯與另外一位鹽湖城周邊的受害者勞拉·安·艾姆以外，邦迪在猶他州、科羅拉多州與愛達荷州的被害者遺體大多數都沒有被發現，因為遺體多被他就近扔進河中或是深埋在極為偏遠的地方。

### 首次被捕與受審
1975年8月16日，邦迪在鹽湖城郊區的西瓦利被猶他州公路巡警鮑勃·海沃德（Bob Hayward）逮捕，原因是海沃德發現邦迪在黎明左右在一個居民區中駕車遊蕩，而且在發現巡邏車後便高速逃離。海沃德在他車上搜出了滑雪面罩、用絲襪製成的第二個面罩、一把鐵撬、一綑繩子、一把冰鎬、手銬、垃圾袋與其他工具，邦迪的解釋是，面罩是滑雪用的，手銬則是他偶然在垃圾箱中撿到的，其他則是普通的家庭用品。在搜查邦迪的公寓時，警方找到了科羅拉多州滑雪勝地的指南，懷爾德伍德旅館的項目上被打上了勾號。由於罪證不足以扣留邦迪，警方只能讓他交保，根據邦迪後來的自白，搜查公寓的警察錯過了他以拍立得拍下的受害者照片，這些照片在保釋後被他立即銷毀。
1975年9月，邦迪將他的金龜車賣給了米德瓦爾地區的一位少年，猶他州警方立刻扣留了這輛車，FBI對這輛車進行了拆解與詳細調查，調查人員在車上發現了卡琳·坎貝爾的頭髮，以及梅利莎·史密斯與倖存者卡羅爾·達羅奇的相關跡證。同年11月，偵辦邦迪相關案件的三位檢察官（猶他州的傑里·湯普森、華盛頓州的羅伯特·吉珀爾與科羅拉多州的邁克爾·費舍爾）在科羅拉多州的亞斯本舉行會議，邀請了來自五個州約30位的警探與檢察官參加。這場會議是邦迪案件的重要起點，各州執法人員在交換拚湊了各自手中零碎的證據後都確信邦迪就是他們要找的兇手，但是他們需要更多證據才能將他定罪。
1976年2月，邦迪因卡羅爾·達羅奇失蹤案受審，在其律師的建議下，邦迪放棄了陪審團權力，因為此案已經引起了相當大的社會關注，使用陪審團對其不利。經過四天的庭審，承審法官小斯圖爾特·漢森判決邦迪綁架罪名成立，處15年有期徒刑。同月稍晚，猶他州當局對邦迪發出了卡琳·坎貝爾的謀殺指控，經過短暫的抗辯，邦迪被轉移到科羅拉多州亞斯本受審。

### 越獄
邦迪在于1978年2月最后一次被捕之前，曾两度越獄成功。第一次發生在1977年6月7日，邦迪從格倫伍德斯普林斯的加菲爾德監獄，被押往40英里外的的阿斯彭的皮特金縣法院進行初審。他沒有雇用律師，而是選擇自我辯護，因此被法官予以免戴手銬與腳鐐的待遇。在庭間休息時，邦迪要求參閱法院圖書館的文件以研究案件，然後他利用書架擋住法警視線的時機，打開一扇窗戶，從二樓跳了下去，落地時扭傷了腳踝。邦迪穿過阿斯彭市區往市郊的阿斯彭山前進，他闖進了山上的一處狩獵小屋，偷走了衣服、食物與槍枝，並在小屋中過夜。第二天，他繼續往南，想要抵達阿斯彭南方的小鎮克雷斯特德比特，但是他在森林中迷了路。在漫無目的的遊蕩了兩天之後，6月10號，邦迪抵達了阿斯彭南方16公里處的栗色湖（Maroon Lake），他闖入了一輛露營拖車，偷走了食物與一件大衣。他沒有繼續南行，而是往北又朝阿斯彭的方向返回，三天後，他在阿斯彭高爾夫球場邊緣偷了一輛車，寒冷、飢餓與腳踝的傷勢正不斷的影響他。當邦迪開著偷來的車返回阿斯彭，被街上巡邏的兩名警察發現並逮捕時，他已經逃亡了六天。警方在車上搜出了檢察官用來標明卡琳·坎貝爾遺體發現位置的阿斯彭附近山區地圖（作為自己的律師，他有權調閱這項文件），證明這次越獄不是臨時起意，而是早有預謀。
回到格倫伍德斯普林斯監獄後，邦迪收到了朋友與法律顧問的勸告，希望他在審判前能安分一點。此時科羅拉多州檢方對法院提出的大量證據已有很多被法院認定為無效，邦迪的律師相信，如果邦迪不要再鬧出別的問題，他只需要大概一年半就能讓邦迪脫罪，而且科羅拉多州檢方的挫敗將會導致其他州檢察官的退縮。但是，邦迪又制定了新的計畫，準備第二次越獄。邦迪用六個月的時間從其他的犯人那裏購得了鋼鋸片與監獄的平面圖，並要求女友卡洛兒藉探監的機會幫他偷渡一些監獄中的違禁品，在監獄中倒賣違禁品累積了五百美元的現金。邦迪利用其他囚犯洗澡時製造的聲響，在牢房天花板上鋸出了一個大約1平方英尺（0.093平方公尺）的洞，並減了16公斤的體重以讓自己能夠擠過那個洞。隨後的幾周時間，他利用夜間在天花板上探索，找出逃獄的路線，期間雖然有犯人報告過天花板上的異音，但是並沒有被獄警認真看待。
1977年下半年，邦迪以案件已經在阿斯彭受到過度矚目為由，申請將開庭地點更換至丹佛，這個申請得到了初審法官的批准。同年12月30日晚間，邦迪利用監獄人員大多回家過聖誕節，人手不足的空檔，用書、衣物與毯子在床上做出了一個模仿睡眠狀態假人，然後經由天花板進入空無一人的典獄長室（典獄長與妻子回家過節），穿上了典獄長的替換衣物，然後從正門離開了監獄。
離開監獄後，邦迪偷了一輛汽車，駛出了格倫伍德斯普林，但是汽車很快就在70號州際公路上拋錨，一位路過的駕駛讓他搭了便車，送他到97公里外的小鎮韋爾。邦迪在韋爾轉乘公車進入丹佛，然後搭上了一早飛往芝加哥的班機。而在格倫伍德斯普林斯監獄，獄方人員一直到12月31日的中午才發現邦迪逃脫，此時他已經遠在芝加哥了。

### 佛羅里達州犯案與最終被捕
抵達芝加哥後，邦迪坐火車前往密西根州的安娜堡，在當地的一家小酒館中投宿。五天後，他偷了一輛車，開車前往喬治亞州首府亞特蘭大，在此轉乘公車，最後抵達了佛羅里達州首府塔拉赫西。1月8日，邦迪以克里斯·哈根的假名在佛羅里達州立大學（FSU）附近的假日酒店租下一間房間，根據邦迪之後的供述，起先他本來想找一個正當工作，因為他知道只要不引起警方的注意，他就可以享有很長時間的自由。但是當他發現大部分正常工作都需要出示身分證件時，只能放棄了這個打算。為了維持花用，他又恢復了偷竊的習慣。

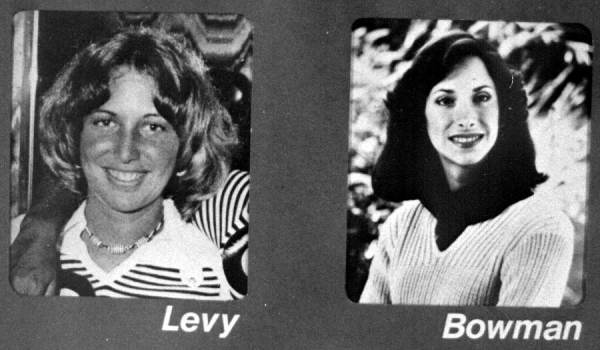
被邦迪殺害的麗莎·列維與瑪格麗特·鮑曼

1978年1月15日，即邦迪抵達塔拉赫西一周後，他從後門潛入了Chi Omega（一個大型姊妹會組織）的FSU分會會所，殺死了21歲的瑪格麗特·鮑曼、20歲的麗莎·列維，並重傷了隔壁寢室的凱西·克萊納與卡倫·錢德勒。
凱西後來將倖存原因歸於經過的汽車大燈突然照亮了她們的寢室，導致邦迪受到驚嚇而逃離。離開Chi Omega的會所後，邦迪又闖入了八個街區外的一間地下室公寓，襲擊了居住在該處的FSU學生謝麗爾·托馬斯，導致她肩膀脫臼、全身五處骨折，且因為永久性耳聾與腦損傷不得不結束舞蹈生涯。警方在謝麗爾的床上發現了一塊精液污漬與一個絲襪製成的面罩，面罩中找到了兩根疑似屬於邦迪的頭髮（由於技術限制，無法進行精確比對，僅能驗出血型等特徵）。
1978年2月8日，邦迪駕駛偷來的FSU貨車，往東行駛了240公里來到傑克遜維爾，他在一間停車場搭訕了傑克遜維爾警察局探長的14歲女兒萊絲莉·帕門特爾，宣稱是「消防局的理查德·伯頓（Richard Burton）」，但是在萊絲莉的哥哥抵達現場並對他提出質疑時，他馬上就退縮了。當日，他又往西回頭走了97公里，來到湖市。第二天，湖市初中的12歲女孩金伯利·戴安娜·里奇在被老師叫到教室拿取失物後就失蹤，經過大量的搜索，七周之後，金伯利的遺體在蘇萬尼河州立公園（Suwannee River State Park）附近的一處豬棚被發現，她生前似乎遭到強暴，內衣上面有精液反應，死因則是頸部的致命刀傷。
2月12日，邦迪因為現金不足以繼續支付房租以及懷疑警方的調查正在朝他逼近，偷了一輛車逃出了塔拉赫西，朝西方的佛羅里達狹地駛去。三天後，彭薩科拉市警察大衛·李因為懷疑邦迪開的是贓車而在阿拉巴馬州設立的警戒線附近將其攔了下來。當大衛告知邦迪他被捕時，邦迪襲擊了這位警官，並開始逃跑。大衛先是鳴槍警告，然後展開了追逐，在大衛最終將邦迪制服逮捕前，邦迪還曾經試圖搶奪大衛的配槍。警方後來在邦迪偷來的車上搜出了3張屬於FSU女學生的學生證、21張失竊的信用卡、1部電視、1副平光黑框眼鏡以及1件格紋褲，最後兩件物品後來被證實是他偽裝成「消防局的理查德·伯頓（Richard Burton）」時所用的道具。當大衛將邦迪送進監獄時，他並沒有意識到自己剛剛抓了美國聯邦調查局十大通緝要犯之一，他聽到邦迪說「我希望你殺了我」。

### 最後受審與婚姻

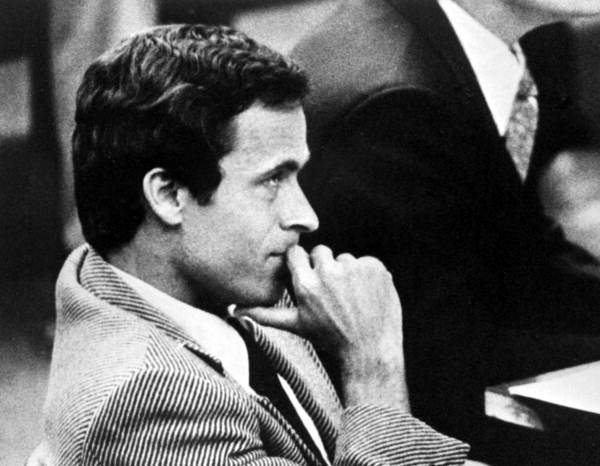
邦迪在邁阿密受審

1979年6月，邦迪因Chi Omega兇殺案和襲擊案在邁阿密受審。這起案件受到全球近250位記者的跟進報導，並且還是全美首例有電視轉播的審判。儘管法院為他提供了五位公設律師，邦迪依然親自處理了大量的辯護，其中一位律師尼爾森後來寫到「從一開始，他就“出於惡意，不信任和宏大的妄想破壞了整個防禦工作”。他正面臨嚴重的謀殺指控，可能被判處死刑，但是對他而言，最重要的事情是得由他來發號施令。」
根據另一位公設律師邁克·米涅爾瓦的說法，經過談判，雙方進行了認罪協商，邦迪對謀殺瑪格麗特·鮑曼、麗莎·列維與金伯利·戴安娜·里奇表示認罪，換取75年的有期徒刑。檢察官方面希望達成協商是因為證據不夠充分，有敗訴的可能；而邦迪則認為認罪協商只是一種避免死刑的「戰略性手段」，讓他可以有更多時間找尋證據的漏洞，而一旦案件往對他有利的方向發展，他也可以撤銷認罪並尋求無罪釋放。然而邦迪在最後一刻拒絕了協商，邁克·米涅爾瓦說「因為他終於意識到，他將不得不站在全世界的面前承認有罪，他做不到」
本次審判中最重要的證詞來自Chi Omega成員康妮·黑斯廷斯，當天她因故晚歸，剛好目擊了邦迪手拿凶器離開了Chi Omega會所。法醫學上的直接證據則有邦迪在麗莎·列維左臀留下的咬傷，法醫牙醫學家理查德·索維龍和洛厄爾·萊文以邦迪的牙齒翻模鑄件證明了咬痕匹配。庭審終辯之後，陪審團經過七個小時審議，於1979年7月24日對邦迪犯下的兩個一級謀殺案（瑪格麗特·鮑曼與麗莎·列維）、三個未遂一級謀殺案（凱西·克萊納、卡倫·錢德勒與謝麗爾·托馬斯）與兩個入室竊盜案均判決有罪，承審法官愛德華·考瓦特就謀殺罪判處了死刑。.
六個月後，邦迪就謀殺金伯利·戴安娜·里奇案在奧蘭多受審，這次審判陪審團經過八小時的審議，邦迪仍被判決有罪。本案的證據更為直接，有目擊者目擊到邦迪帶著金伯利走近他偷來的FSU卡車，且卡車上與金伯利遺體上發現的纖維與邦迪被捕時身上穿的夾克匹配。在終審判決時，邦迪引用了佛羅里達州一個十分偏門的法條，該法條規定，法庭上的婚姻聲明在有法官在場的情況下自動構成合法婚姻關係，在他開口向前DES同事卡洛兒詢問前，卡洛兒已經為他搬到了佛羅里達，兩次審判中均以品格證人的身分為他作證。在邦迪當庭向卡洛兒求婚時，卡洛兒答應了，邦迪向法庭宣布他們已經合法成婚。本案於1980年2月10日宣判，邦迪被判處第三個死刑。
1981年10月，卡洛兒產下一個女嬰，並登記邦迪為父親。佛羅里達州立監獄雖然不允許配偶探監，但是據說囚犯會賄賂獄警，讓他們與女性訪客稍微有一點「私密的時間」。

### 上訴與自白
里奇案結束後，邦迪開始了漫長的上訴。同時，他也開始受到來自經過申請的記者、警探與政府分析師的採訪或詢問。為了避免成為呈堂證供，邦迪在面對這些提問時都以第三人稱的口吻對話，在這些提問中，他開始透露他早期的罪行與思想變化的過程。邦迪很早就開始偷竊，這證實了伊莉莎白的懷疑，在兩人交往期間，她經常丟失物品。根據邦迪的敘述，「財物也是強姦和謀殺的重要動機。」他說「性侵滿足了他『完全擁有受害者』的需求。最初，殺死受害者只是為了避免被抓的權宜之計，但是到後來，謀殺也成了『冒險』的一部份。事實上，最終極的佔有就是奪走生命。」
在來訪的人員當中，跟邦迪接觸最多的是FBI犯罪行為分析師比爾·哈格邁爾，以及傳記作家波莉·尼爾森。根據哈格邁爾的記述，邦迪在談話中對謀殺案表現出的「深切的、近乎是神祕式的滿足」令他感到震驚。邦迪告訴哈格邁爾，他認為早年的自己是一個「業餘愛好者」，是一種衝動型的殺手，直到1974年的琳達·安·希利謀殺案時才進入了他所謂的「捕食者」階段。這份自白意味著邦迪可能在1974年以前就開始殺人，但是因為他拒絕回答更進一步的細節，因此至今仍然無從確認。
1984年7月，佛羅里達州立監獄的獄警在邦迪的牢房內發現了兩支藏起來的鋼鋸片。牢房窗戶上的一根鋼條被從兩端各自鋸開，然後用肥皂調成的自製膠水黏了回去，邦迪被轉移到了別的牢房。幾個月後，獄警又在他的牢房內發現未經批准的鏡子，邦迪再次被轉移到另一個牢房。此後不久，他又因為私下與另外一位知名罪犯約翰·欣克利通信而遭到紀律處分。
1984年10月，邦迪開始給羅伯特·大衛·開普（Robert David Keppel）寫信。羅伯特此前是邦迪案的主要警探之一，瑟馬米什湖州立公園案的許多重要口供與目擊證人都是由他找到的，之後他篩查了大量嫌疑人，最終擬出了一個25人的嫌疑名單，邦迪也名列其上。羅伯特曾試圖約談邦迪，但是被他拒絕了，此後一直到邦迪首次被捕，羅伯特都沒有再找到與邦迪談話的機會。邦迪被捕後，羅伯特返回華盛頓大學攻讀博士學位，同時兼任華盛頓州州檢察長辦公室的首席研究員。1984年，羅伯特受命開始參與「綠河殺手案」的調查，邦迪寫給他的信件中剖析了連環殺手的心理活動，宣稱希望對他辦案有所幫助。這些信導致了後來的一場訪談，訪談中邦迪又承認了一件身分不明的謀殺案。邦迪在信件中給「綠河殺手」蓋瑞·利奇威起了一個「河人」（The Riverman）的綽號，這個名字後來被羅伯特用於他的著作《The Riverman: Ted Bundy and I Hunt for the Green River Killer》，這本書整理了羅伯特與邦迪的書信往來、訪談與羅伯特偵辦綠河殺手案時收集的資料，並曾在2004年被改編成電影。
1986年初，Chi Omega兇殺案行刑日期公布，訂為3月4日，但是美國最高法院很快又發布了行刑擱置的通告。同年4月，新的行刑日期公布，訂為7月2日。在行刑日期確定後，邦迪又對哈格邁爾與尼爾森坦承了更多作案細節，例如他在殺死受害者後會有多次姦屍行為，直到屍體腐敗到無法進行為止。他還會幫屍體化妝、洗頭。受害者中至少有12人被他以鋼鋸斬首，他會將斷頭保存一段時間後才處理掉，這解釋了泰勒山上的發現的受害者遺體只有顱骨跟少部分其他遺骨的原因。
1986年7月1日，在離行刑不到15小時時，美國聯邦第十一巡迴上訴法院宣布無限期擱置行刑，並將Chi Omega兇殺案發回，要求佛羅里達北區聯邦法院檢視初審時的多項程序錯誤，包含重新評估邦迪的精神狀態是否足以受審，以及在陪審團決議時初審法官的錯誤干涉。里奇案的行刑日期訂在11月18日，同樣在11月17日被第十一巡迴上訴法院宣布無限期擱置。最終，佛羅里達北區聯邦法院否認所有瑕疵，拒絕了第十一巡迴上訴法院重審此案的動議。在上訴失敗後的幾個小時內，佛羅里達檢方就宣布了確定的行刑日期，訂在1989年1月24日。
因為所有上訴途徑皆已用盡，邦迪同意以更加坦率的態度與調查人員交流。邦迪向羅伯特坦承認了他在華盛頓與俄勒岡犯下的八起兇案，他原本就是這些兇案的主要疑犯。但是他又追加描述了三個先前未知的受害者，以及兩個他在俄勒岡綁架後帶到華盛頓殺害的受害者，但是他拒絕透露這五個受害者個身分（如果他知道的話）。此外，他還詳細描述了他在華盛頓市區的小巷內綁架喬根·哈金斯的全部過程。他還對來自愛達荷州、猶他州與科羅拉多州的警探交代了多起警方不知道的殺人案。邦迪的策略很快就變的顯而易見，他承認了案件，卻拒絕交代細節。科羅拉多州警探馬特·林德瓦爾將此解釋為「他希望透過這種方式來推遲死刑執行的時間。他是唯一一個知道這些屍體下落的人。」
當法院顯然已經不能提供任何幫助時，邦迪的支持者開始尋求最後一個選項：行政赦免。戴安娜·威納（Diana Weiner），這位年輕的佛羅里達律師是邦迪最後一個交往對象，她一直試圖遊說科羅拉多州和猶他州的幾位受害人家屬向時任佛羅里達州州長羅伯特·馬丁內斯請願，要求給予邦迪更多時間以讓他透露更多訊息，但是這些遊說都被拒絕了。尼爾森後來在書中寫道「這些家屬已經接受被害者死亡的事實，而邦迪殺了他們。他們不需要他的認罪。」馬丁內斯則明確表示無論如何都不會再讓死刑執行進一步推遲，並說「縱容他以被害人的屍體作為談判籌碼是卑劣的行為。」
卡洛兒在歷次的審判中堅持相信邦迪的清白，在邦迪開始認罪後感到被「背叛」。她帶著女兒搬回了華盛頓，並在行刑當天早上拒接邦迪的電話。尼爾森寫道：「她因邦迪與戴安娜的關係受到傷害，並為邦迪的全面認罪而感到震驚。」在死刑執行的前一天，哈格邁爾對邦迪了進行的最後一次訪談。「他談到了自殺」哈格邁爾說，「他不想讓國家得到看著他死去滿足感」。
邦迪自被捕后辯完全否认自己的罪行，直到上訴失敗后，真正面臨死刑前才承认犯下了至少30起谋杀案。鑑於邦迪供認30件謀殺案中還有至少10人至今仍然身分不明（邦迪拒絕透漏或者連他也不知道），真正的被害人数量仍然未知，媒體猜測可能為26至100人不等，相關辦案人員則估计約为35人。為邦迪進行臨終祈禱的衛理公會牧師弗雷德·勞倫斯甚至認為「連他自己都不知道他殺了多少人」。

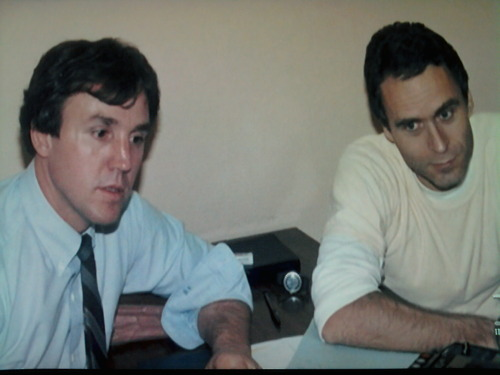
邦迪（右）在被處決的前一天與比爾·哈格邁爾合照

在處決的前一天，邦迪與比爾·哈格邁爾在他的死囚牢房內逐州複查了作案軌跡，共計30件謀殺案：
- 華盛頓州，11人（不包括在俄勒岡被綁架但在華盛頓被殺的受害者；包括3名身份不明的人）
- 猶他州，8人（3人身分不明）
- 科羅拉多州，3人
- 佛羅里達州，3人
- 俄勒岡州，2人（均身分不明）
- 愛達荷州，2人（1人身份不明）
- 加利福尼亞州，1人（身份不明）

可確定身分的被害者20人，10人身分不明，此外另有5人倖存。

## 死亡
1989年1月24日，美國東部時間上午七點十六分，邦迪在佛罗里达州瑞艾芙德監獄的电椅上执行死刑。在執行死刑的過程中，數百位民眾（包括20名非值勤中的警務人員）在監獄對面的牧場上唱歌、狂歡、燃放煙火，還在裝載遺體的白色禮車駛出監獄時大聲歡呼。邦迪的遺體在蓋恩斯維爾火化。按照他的遺囑，骨灰撒在華盛頓州喀斯開山脈的保密地點。